# Eppenberg (Eifel)
Eppenberg ist eine Ortsgemeinde im Landkreis Cochem-Zell in Rheinland-Pfalz. Sie gehört der Verbandsgemeinde Kaisersesch an.

## Geographie
Zu Eppenberg gehören auch die Wohnplätze Jagdhaus Eppenberg und Zungerhof.

## Geschichte
Ab 1794 stand Eppenberg unter französischer Herrschaft, 1815 wurde der Ort auf dem Wiener Kongress dem Königreich Preußen zugeordnet. Seit 1946 ist er Teil des damals neu gebildeten Landes Rheinland-Pfalz.
Bevölkerungsentwicklung
Die Entwicklung der Einwohnerzahl von Eppenberg, die Werte von 1871 bis 1987 beruhen auf Volkszählungen:
| Jahr | Einwohner |
| ---- | --------- |
| 1815 | 146       |
| 1835 | 158       |
| 1871 | 173       |
| 1905 | 229       |
| 1939 | 220       |
| 1950 | 222       |
| 1961 | 233       |

| Jahr | Einwohner |
| ---- | --------- |
| 1970 | 225       |
| 1987 | 202       |
| 1997 | 234       |
| 2005 | 254       |
| 2011 | 238       |
| 2017 | 215       |

## Politik

### Gemeinderat
Der Gemeinderat in Eppenberg besteht aus sechs Ratsmitgliedern, die bei der Kommunalwahl am 9. Juni 2024 in einer Mehrheitswahl gewählt wurden, und dem ehrenamtlichen Ortsbürgermeister als Vorsitzendem.

### Bürgermeister
Nikolaus Braunschädel wurde am 17. Juni 2019 Ortsbürgermeister von Eppenberg. Bei der Direktwahl am 26. Mai 2019 war er mit einem Stimmenanteil von 59,59 % gewählt worden. Bei der Direktwahl am 9. Juni 2024 wurde er als einziger Bewerber mit 68,6 % für weitere fünf Jahre wiedergewählt.
Braunschädels Vorgänger waren von 2014 bis 2019 Annette Miesen, und zuvor Bernd Brachtendorf.

## Kultur und Sehenswürdigkeiten
- Die St.-Anna-Kirmes findet jährlich am letzten Wochenende im Juli statt.

Siehe auch Liste der Kulturdenkmäler in Eppenberg